# يان هامر
يان هامر (بالتشيكية: Jan Hammer) (17 أبريل 1948 في براغ). هو عازف بيانو وملحن تشيكوسلوفاكي - أمريكي، يعمل بشكل وثيق كملحن لموسيقى الأفلام.

## حياته
يان هامر هو ابن المغنية التشيكوسلوفاكية فالستا بروشوفا وطبيب. عندما كان عمره أربع سنوات بدأ في العزف على آلة البيانو، وفي سن الرابع عشر وكان آنذاك لا يزال تلميذاً في مدرسة أسس ثلاثي الجاز وعزف في كثير من بدان أوروبا الشرقية. درس يان هامر في المدرسة العليا للموسيقى في براغ، سافر بعدها إلى الولايات المتحدة الأمريكية وحصل على منحة دراسية في كلية بيريك للموسيقى في بوسطن.

## أعماله
كان يان هامر عضوا في أوركسترا مافينشو بين عامي 1971 و1973.

## وصلات خارجية
- يان هامر على موقع IMDb (الإنجليزية)
- يان هامر على موقع ميوزك برينز (الإنجليزية)
- يان هامر على موقع إن إن دي بي (الإنجليزية)
- يان هامر على موقع أول ميوزيك (الإنجليزية)
- يان هامر على موقع ديسكوغز (الإنجليزية)
- يان هامر على موقع قاعدة بيانات الفيلم (الإنجليزية)
- الموقع الرسمي ليان هامر